# Daniel Ochefu
Pour les articles homonymes, voir Daniel.
Daniel Ochefu, né le 15 décembre 1993 à Baltimore, Maryland, est un joueur américain de basket-ball. Il évolue au poste d'ailier fort.

## Biographie

### Carrière universitaire
Ochefu joue pour l'université de Villanova pour les Wildcats. En 2013-2014, il a des moyennes de 5,7 points par match en étant remplaçant.
La saison suivante, il a une moyenne de 9,2 points par match.
Le 13 février 2016, Ochefu établit son record de points en carrière avec 25 unités (à 11 sur 14 aux tirs) lors de la victoire 73 à 63 contre St. John’s
Le 4 avril 2016, Ochefu participe au match pour le titre de champion NCAA contre les Tar Heels de la Caroline du Nord, où il aide les Wildcats à battre les Tar Hells 77 à 74, permettant à Villanova de remporter son second titre de champion national.

### Carrière professionnelle
Lors de la draft 2016 de la NBA, automatiquement éligible, il n'est pas sélectionné.
Le 7 juillet 2016, il signe un contrat avec les Wizards de Washington.
Le 9 octobre 2017, il est coupé par les Wizards de Washington. Il signe cinq jours plus tard avec les Celtics de Boston.

## Statistiques

### Universitaires
Les statistiques en matchs universitaires de Daniel Ochefu sont les suivantes :
| Saison    | Équipe    | Matchs | Titul. | Min./m | % Tir | % 3pts | % LF | Rbds/m. | Pass/m. | Int/m. | Ctr/m. | Pts/m. |
| --------- | --------- | ------ | ------ | ------ | ----- | ------ | ---- | ------- | ------- | ------ | ------ | ------ |
| 2012-2013 | Villanova | 34     | 11     | 17,4   | 45,9  | 0,0    | 46,6 | 4,06    | 0,59    | 0,74   | 0,68   | 3,44   |
| 2013-2014 | Villanova | 34     | 32     | 21,7   | 59,4  | 0,0    | 55,4 | 6,12    | 1,38    | 0,71   | 1,53   | 5,68   |
| 2014-2015 | Villanova | 36     | 34     | 24,0   | 64,4  | 0,0    | 69,2 | 8,47    | 1,53    | 0,86   | 1,39   | 9,22   |
| 2015-2016 | Villanova | 37     | 34     | 23,4   | 62,7  | 0,0    | 68,4 | 7,51    | 1,70    | 0,78   | 1,54   | 10,03  |
| Total     |           | 141    | 111    | 21,7   | 60,1  | 0,0    | 61,9 | 6,59    | 1,31    | 0,77   | 1,29   | 7,18   |

## Palmarès
- Champion NCAA 2016